# Prosoponoides
Prosoponoides là một chi nhện trong họ Linyphiidae.